# Triệu Dịch Khâm
Triệu Dịch Khâm (tiếng Trung: 赵 弈 钦, sinh ngày 31 tháng 5 năm 1997) là một diễn viên nam người Trung Quốc.
Triệu Dịch Khâm sinh ngày 31/5/1997 tại Tế Ninh, Sơn Đông, Trung Quốc. Anh chàng hiện đang theo học tại Đại học Truyền thông Trung Quốc.
Năm 2016, Triệu Dịch Khâm ký hợp đồng với Huanyu Film, một công ty giải trí do Vu Chính làm chủ, bước chân vào làng giải trí. Sau đó anh được chọn tham gia bộ phim tội phạm Truy tìm ký ức. Cùng năm đó, anh tham gia bộ phim truyền hình giả tưởng lịch sử Zhaoge.
Triệu Dịch Khâm đã đạt được thành công với các vai phụ trong bộ phim hài lịch sử Đại Vương Không Dễ Làm, và bộ phim hài lãng mạn Chọc Phải Điện Hạ Lạnh Lùng; cũng như phim truyền hình viễn tưởng lịch sử Hạo Lan truyện, là nơi anh đóng vai Triệu Dật.
Năm 2019, Triệu Dịch Khâm đóng vai chính trong bộ phim thanh xuân Chờ Chút Thanh Xuân Ơi với vai chính đầu tiên của mình. Anh ấy đã nhận được đánh giá tích cực và nhanh chóng trở nên nổi tiếng.
Năm 2020, Triệu Dịch Khâm đóng vai chính trong bộ phim cổ trang lãng mạn Sơn Trại Tiểu Manh Chủ. Cùng năm, anh đóng vai chính trong bộ phim hài lãng mạn Bạn Gái 99 Điểm, bộ phim tình cảm cung đình Pháo Hoa Sông Đây Mưa Sông Đó, và bộ phim tình cảm Bí Mật Của Thời Gian.

### Phim
| Năm  | Tiêu đề tiếng Việt              | Tiêu đề tiếng Trung  | Vai diễn    |
| ---- | ------------------------------- | -------------------- | ----------- |
| 2017 | Da Luan Dou: Shao Nian Jue Xing | 大乱 斗 之 少年 觉醒 | Lin Mo      |
| 2018 | Yi Fan Qiu Yang                 | 一帆 秋阳            | Jiang Yifan |

### Chương trình truyền hình
| Năm  | Tiêu đề tiếng anh             | Tiêu đề tiếng Trung   | Vai diễn         |
| ---- | ----------------------------- | --------------------- | ---------------- |
| 2016 | Truy tìm ký ức                | 美人 为 馅            | Mục Phương Thành |
| 2017 | Đại Vương Không Dễ Làm        | 大王 不 容易          | Thiếu Ung        |
| 2018 | Phượng Tù Hoàng               | 凤 囚 凰              | Giang Yêm        |
| 2018 | Chọc Phải Điện Hạ Lạnh Lùng   | 惹上 冷 殿下          | Lâm Dặc Dương    |
| 2019 | Hạo Lan truyện                | 皓 镧 传              | Triệu Dật        |
| 2019 | Chờ Chút Thanh Xuân Ơi        | 等等 啊 我 的 青春    | Lan Thiên Dã     |
| 2020 | Sơn Trại Tiểu Manh Chủ        | 山寨 小萌 主          | Lý Triệt         |
| 2020 | Bạn gái 99 điểm               | 99 分 女朋友          | Thẩm Ức          |
| 2020 | Pháo Hoa Sông Đây Mưa Sông Đó | 那 江 烟花 那 江 雨   | Nhạc Tông Lân    |
| 2020 | Bí Mật Của Thời Gian          | 拾 光 的 秘密         | Hạ Thập          |
| 2021 | Anh Trai Nhà Đối Diện         | 住 我 对面 的 小 哥哥 | Tô Mộ            |